# Edward Szpilewski
Edward Szpilewski (ur. 29 maja 1935 w Mińsku, zm. 7 maja 2017 r. w Chorążyszkach koło Wilna) – polski matematyk, doktor habilitowany, profesor Kowieńskiego Uniwersytetu Technologicznego oraz Uniwersytetu w Białymstoku. Teoretyk w zakresie technik obliczeniowych, rachunku prawdopodobieństwa, statystyki matematycznej, sztucznej inteligencji, sieci neuronowych, metod rozpoznawania procesów losowych oraz szeregów czasowych. Jeden z założycieli Stowarzyszenia Naukowców Polaków na Litwie (SNPL), popularyzator edukacji matematycznej w szkołach polskich na Litwie, inicjator utworzenia polskiej uczelni wyższej na Litwie.

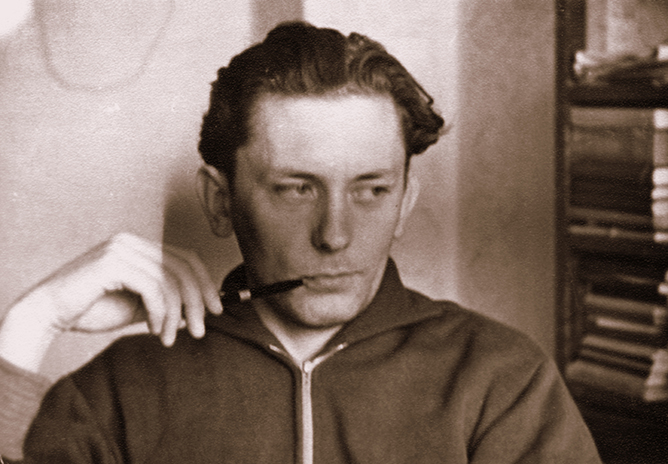
Edward Szpilewski, student, Moskwa 1959;

## Życiorys
W 1958 r. ukończył z wyróżnieniem studia matematyczne na Uniwersytecie Wileńskim i pracował jako nauczyciel matematyki w Szkole Średniej nr 5 (obecnie im. J. Lelewela) w Wilnie. W latach 1959–1961 studiował technikę obliczeniową i informatykę w Moskiewskim Instytucie Energetycznym. W latach 1964 – 1967 r. odbywał studia doktoranckie w Instytucie Automatyki i Telemechaniki Akademii Nauk ZSRR w Moskwie. Tamże w 1968 roku uzyskał stopień naukowy doktora nauk technicznych, a w roku 1984 – stopień naukowy doktora habilitowanego nadany przez Radę Naukową Instytutu Problemów Sterowania AN ZSRR. W 1997 senat Uniwersytetu Technologicznego w Kownie nadał mu tytuł profesora. W latach 1967–1984 pracował jako starszy pracownik naukowy w Instytucie Fizyki i Matematyki Akademii Nauk Litwy, w l. 1984-2002 pracował na stanowisku głównego pracownika naukowego Instytutu matematyki i Informatyki Akademii Nauk Litwy. Jednocześnie od roku 1971 zajmował się dydaktyką uniwersytecką. Pracował na stanowisku docenta w Katedrze Matematyki Wyższej Szkoły Radiotechniki w Wilnie, na stanowisku profesora: w Katedrze Informatyki Wileńskiego Uniwersytetu Technicznego im. Gedymina, w Instytucie Matematyki Uniwersytetu Szczecińskiego oraz w Instytucie Informatyki Uniwersytetu w Białymstoku (także jako dyrektor tego Instytutu). Jako profesor Uniwersytetu w Białymstoku współtworzył filię UwB w Wilnie, był jej wykładowcą oraz organizatorem biblioteki Wydziału Ekonomii i Informatyki filii UwB w Wilnie.
Przez wiele lat integrował środowisko polskich naukowców, działał na rzecz utworzenia polskiej uczelni wyższej na Litwie. W roku 1988 Był inicjatorem i współzałożycielem Stowarzyszenia Polaków Naukowców Litwy. W roku 1991 był inicjatorem i członkiem Komitetu Założycielskiego Uniwersytetu Polskiego w Wilnie. Od 1991 r. pełnił obowiązki prorektora ds. nauczania oraz kierownika Katedry Matematyki UPW. Nawiązał kontakty z Politechniką Warszawską, organizował semestralne studia dla studentów UPW na Politechnice Warszawskiej. Ponadto w roku 1993 zorganizował i prowadził kursy  matematyki i informatyki przygotowujące do studiów na wyższych uczelniach dla ponad 120 absolwentów szkół polskich na Wileńszczyźnie.
Jako matematyk i kierownik sekcji matematyki i informatyki SNPL wspierał rozwój dydaktyki matematyki i informatyki polskojęzycznej na Litwie, popularyzował matematykę na wszystkich szczeblach nauczania. W latach 1989–1995 organizował i prowadził Olimpiadę Matematyczną dla uczniów szkół z polskim językiem nauczania. Wyjeżdżał z laureatami olimpiady na Ogólnopolską Olimpiadę Matematyczną do Warszawy. Od roku 1991 organizował wyjazdy nauczycieli matematyki na Seminarium Edukacji Matematycznej organizowane przez Polskie Towarzystwo Matematyczne w różnych miastach Polski. W roku 1994 zainaugurował na Litwie Międzynarodowy Konkurs Matematyczny „Kangur Europejski”, który jako pierwszy odbył się w szkołach polskich Wilna i Wileńszczyzny. Od 2001 r. był  wiceprzewodniczącym komitetu organizacyjnego konkursu na Litwie.
Opublikował ponad 130 prac naukowych, posiada 2 patenty. Był promotorem pięciu prac doktorskich, opracował plany studiów na kierunkach: Informatyka i Edukacja techniczno-informatyczna oraz 10 autorskich sylabusów przedmiotów kierunkowych na kierunku Matematyka i Informatyka.
Honorowy członek Stowarzyszenia Polaków Naukowców Litwy, członek Związku Inżynierów Polaków na Litwie oraz Korporacji Akademickiej SARMATIA (Warszawa). Odznaczony Krzyżem Kawalerskim Orderu Zasługi Rzeczypospolitej Polskiej (1998).

## Wybrane publikacje
1. Dynamic methods for random processes recognition, [w:] Computers & Mathematics with Application. Vol. 19, No 1, Oxford, UK, 1990, s. 123-132. ISSB 0898-1221;
2. Discriminant analysis of random processes, [w:] INFORMATICA, Vol. 2, No 1, Vilnius 1991, s. 77-99. ISSN 0868-4952;
3. Recursive algorihms of Time Series Obserwations Recognition, [w:] INFORMATICA, Vol. 11, No3. 2000, s. 311-324.

## Patenty
1. Cerniuaskas V., Shpilewski E., DEVICE FOR THE SEPARATION OF THE MAXIMAL SIGNAL. Patent Nr 171894, Bulletin Nr 12, 22. 06. 1965. 
2. Ivashauskas A., Klyshko G., Shpilewski E. DEVICE FOR RANDOM PROCESSES i CLASSIFICATION. Patent Nr 1550545, Bulletin Nr 12, 12. 09. 1987